# Atletiek op de Paralympische Zomerspelen 2024 - Discuswerpen vrouwen F41
Het Discuswerpen voor vrouwen klasse F41 op de Paralympische Zomerspelen 2024 vond plaats op 4 september in het Stade de France. Deze klasse is voor atletes met een groeistoornis, van wie de stahoogte en armlengte bij elkaar opgeteld hooguit 190 centimeter is. Dit is een gecombineerde klasse met F40. 
De winnares in Tokio was Raoua Tlili uit Tunesië, die in 2024 haar titel wist te prolongeren. De Marokkaanse Youssra Karim behaalde het zilver en Estefany Lopez uit Ecuador won de bronzen medaille.

## Records
Voorafgaand aan het toernooi waren dit het wereldrecord en het Paralympisch record.
| Wereldrecord        | F40 | Polen Renata Śliwińska | 25.19 | Warschau | 17 augustus 2024 |
| Paralympisch record | F40 | Polen Renata Śliwińska | 24.70 | Tokio    | 1 september 2021 |
|                     |     |                        |       |          |                  |
| Wereldrecord        | F41 | Tunesië Raoua Tlili    | 37.91 | Tokio    | 1 september 2021 |
| Paralympisch record | F41 | Tunesië Raoua Tlili    | 37.91 | Tokio    | 1 september 2021 |

## Uitslag
| Rang   | Atleet                 | Atleet | Kl. | #1    | #2    | #3    | #4    | #5    | #6    | Resultaat | Bijz. |
| ------ | ---------------------- | ------ | --- | ----- | ----- | ----- | ----- | ----- | ----- | --------- | ----- |
| Goud   | Raoua Tlili            | TUN    | F41 | 34.52 | 36.55 | 34.41 | 32.97 | x     | x     | 36.55     | SB    |
| Zilver | Youssra Karim          | MAR    | F41 | 35.92 | x     | 34.18 | 33.36 | 34.93 | 36.46 | 36.46     |       |
| Brons  | Estefany Lopez         | ECU    | F41 | 28.76 | x     | 30.89 | 25.62 | 30.59 | 29.55 | 30.89     |       |
| 4      | Hayat El Garaa         | MAR    | F41 | 28.82 | 29.28 | x     | 29.49 | 29.67 | 29.74 | 29.74     |       |
| 5      | Samar Ben Koelleb      | TUN    | F41 | 28.63 | 27.12 | 27.73 | 26.74 | 27.57 | 27.97 | 28.63     | PB    |
| 6      | Charlotte Bolton       | CAN    | F41 | 24.31 | 28.53 | 26.55 | x     | x     | 27.04 | 28.53     |       |
| 7      | Antonella Ruiz Diaz    | ARG    | F41 | 28.38 | 27.13 | 28.16 | x     | x     | x     | 28.38     |       |
| 8      | Fathia Amaimia         | TUN    | F41 | x     | 25.59 | 25.95 | 27.37 | 26.55 | x     | 27.37     |       |
| 9      | Kubaro Khakimova       | UZB    | F41 | 21.59 | x     | 25.19 |       |       |       | 25.19     | SB    |
| 10     | Renata Śliwińska       | POL    | F40 | 23.61 | x     | 21.62 |       |       |       | 23.61     |       |
| 11     | Madina Mukhtorova      | UZB    | F41 | 19.77 | 19.41 | 18.70 |       |       |       | 19.77     | PB    |
| 12     | Maryam Alzeyoudi       | UAE    | F40 | 17.45 | 16.99 | x     |       |       |       | 17.45     |       |
| —      | Mayerli Buitrago Ariza | COL    | F41 |       |       |       |       |       |       | DNS       |       |